# 키스 오브라이언
키스 마이클 패트릭 오브라이언(영어: Keith Michael Patrick O'Brien, 1938년 3월 17일 ~ 2018년 3월 19일)은 스코틀랜드 가톨릭교회의 추기경이자 전직 세인트앤드루스-에든버러 대교구장이다.

## 어린 시절
키스 오브라이언은 1938년 3월 17일 북아일랜드 앤트림 지방 발리캐슬에서 태어났다. 발리캐슬에서 초등교육을 받다가 그의 아버지가 영국 해군으로 복무하게 되면서 가족과 함께 스코틀랜드로 이주하였다. 그의 가족은 에든버러로 이사했는데, 그곳에서 키스 오브라이언은 성십자가 아카데미에서 중등교육을 마치고나서 에든버러 대학교로 진학하여 1959년 화학 분야에서 박사학위를 받았으며, 1966년에는 교육학 분야에서 박사학위를 받았다. 키스 오브라이언은 가톨릭 성직자가 되기 위해 스코틀랜드 록스버러 드라이그랜지의 세인트 앤드루 대학교에 들어갔으며, 1965년 4월 3일 사제 서품을 받았다. 초창기에는 1965년부터 1966년까지 에든버러의 성 십자가 아카데미에서 보좌신부로 사목하였으며, 모레이 하우스 교육학교에서 교원양성자격증을 마쳤다.
1972년부터 1975년까지는 킬사이드에 있는 세인트패트릭 본당의 주임 사제로 있었으며, 1975년부터 1978년까지는 배스게이트에 있는 세인트메리 본당의 주임 사제로 있었다. 1978년부터 1980년까지 드라이그랜지에 있는 세인트 앤드루 대학교에 다니는 학생들의 영성 지도자로 근무하였으며, 1980년부터 1985년까지 아버딘 인근 블레어 소신학교 부속 세인트메리 칼리지의 학장으로 있었다.

## 세인트앤드루스-에든버러 대교구장
오브라이언은 1985년 5월 30일 세인트앤드루스-에든버러 대교구장으로 임명되었으며, 1985년 8월 5일 에든버러 주교좌 성당인 세인트메리 대성당에서 주교 서품식과 대교구장 착좌식을 동시에 거행하였다. 2003년 10월 21일 교황 요한 바오로 2세는 그를 산티 조아키노 에 안나 아이 몬티 성당의 사제급 추기경에 임명하였다.(2015년 3월20일 사제급추기경타이틀을 회수당함과 동시 교황선거권 상실)

## 스코틀랜드 독립
키스 오브라이언 추기경은 《가톨릭 해럴드》와의 인터뷰에서 스코틀랜드가 영국으로부터 독립된 국가가 될 경우 국가의 번영으로 인해 큰 혜택을 입게 될 것이라고 말하면서 사실상 스코틀랜드의 독립을 지지하였다. 그는 자신은 정치에 깊게 관련되고 싶지 않지만 스코틀랜드 사람들이 자치 정부를 희망한다면 자신은 크게 다행스럽게 생각할 것이라고 말했다.
오브라이언 추기경은 아일랜드가 독립을 선언한 뒤 독립 국가로서 번영하기 시작했고 북유럽의 노르웨이나 덴마크와 같은 나라도 독립을 쟁취한 뒤 국가 발전을 이룩해 왔다고 말했다.
그는 영국 전역에 민족주의, 극우주의가 확산되고 있음을 인정하면서 월드컵에서 보여준 잉글랜드의 고조되는 국가 정체성을 지적했다. 그는 “모든 스포츠 경기에서 잉글랜드의 세인트조지 기가 등장하고 있는 것으로도 그 같은 사실을 반영하고 있다. 이같은 시각에서 본다면 스코틀랜드의 국가 정체성도 더욱 뚜렷해지고 있다. 결국 영국이란 다국적 정체성을 통해서는 각기 다른 국가 정체성을 표현하기가 어려울 것”이라고 말했다.

## 낙태 비판
키스 오브라이언 추기경은 낙태를 대량학살에 비유하며 가톨릭 신자인 정치인들을 향해 낙태 합법화 반대에 나설 것을 촉구했다. 오브라이언 추기경은 2007년 5월 31일 에든버러 세인트메리 대성당에서 지난 1967년 스코틀랜드에서 제정된 낙태법을 비판하는 강론을 하면서 낙태를 1996년 던블레인 학살에 비유했다.
던블레인 학살은 스코틀랜드의 한 학교에서 16명의 어린이가 총기난사에 희생된 사건이다. 오브라이언 추기경은 “우리는 낙태를 통해 매일 한 학급 학생만큼의 태아를 죽이고 있다. 하루에 두 번의 던블레인 학살이 발생하는 것을 상상이나 할 수 있겠느냐?”라고 반문하며 낙태 불법화를 주장했다.